# Карл фон Ауершперг
Карл/Карлос Вилхелм Филип фон Ауершперг (на немски: Karl Wilhelm Philipp, 8.Fürst von Auersperg, Herzog von Gotschee; Carlos 8.Fürst von Auersperg; на чешки: Karel Vilém Auersperg) е бохемски и австрийски благородник, от 1827 г. 8. княз на Ауершперг, херцог на Готшее (Kočevje), граф на Велс, министър-президент на Цислейтания в Австро-Унгария (1867 – 1868), носител на орден на Златното руно от 1852 г. Наричан е Карлос фон Ауершперг.

## Биография

### Произход и ранни години
Роден е на 1 май 1814 година в Прага, Австрийска империя. Той е най-големият син на 7. княз Карл Вилхелм II фон Ауершперг (1782 – 1827) и втората му съпруга Фридерика Луиза Вилхелмина Хенриета фон Ленте (1791 – 1860), дъщеря на Карл Левин Ото фон Ленте (1746 – 1815) и графиня Хенриета София Фридерика Сабина фон Бенингсен (1769 – 1850). Правнук е по майчина линия на руския генерал Леонтий Бенингсен. Брат е на Александер (1818 – 1866) и на Адолф фон Ауершперг (1821 – 1885), министър-президент на Австро-Унгария (1871 – 1879), носител на орден на Златното руно от 1878 г., женен във Влашим, Бохемия, на 6 октомври 1857 г. за Йохана (1830 – 1884), по-голямата сестра на съпругата му Ернестина де Толна.
На тринадесет години Карл става шеф на княжеската фамилия Ауершперг. Следва право, остава в началото в бохемските си имения.

### Политическа кариера
Започва да се занимава с политика през 1840-те години, когато защитава старите права на бохемската аристокрация в народното събрание на Бохемия и така влиза в опозиция на канцлера Метерних. След 1848 г. той променя мнението си и защитава немските либерали и се бори със старите и новите чехи. Както брат му Адолф фон Ауершперг той е ръководещ на бохемските благородници.
От 1861 до 1883 г. – с прекъсвания – той отново е в народното събрание. На 23 април 1872 г. императорът го прави оберс-ланд-маршал на Бохемия, и остава на тази служба до 31 май 1883 г. От 1861 до 1890 г. той е член на австрийския „Херенхауз“ на австрийския имперски съвет, до 1867 г. е президент на „Херенхауз“.
Малко след приемането на декемврийската конституция на 21 декември 1867 г. той е министър-президент на Цислейтания в Австро-Унгария. На 24 септември 1868 г. той напуска с протест.
От 1868 до 1883 г. той отново е оберст-ланд-маршал на Бохемия и след това се оттегля в бохемските си имения.

### Последни години
Карлос фон Ауершперг страда от 15 години и се оперира по време на Коледа през 1889 г. от камъни в пикучния мехур. Вследствие на операцията получава възпаление на белия дроб и умира на 4 януари 1890 година на 75-годишна възраст.
Около 1880 г. Карл Вилхелм Филип фон Ауершперг създава мавзолей до дворец Лозенщайнлайтен в Горна Австрия за себе си и фамилията му, където е погребан. Последният от австрийската линия на фамилията Ауершперг умира през ноември 1998 г. и е погребан в мавзолея. За бохемската линия Ауершперг фамилната гробница се намира във Влашим в Бохемия.

## Фамилия
Карл Вилхелм Филип фон Ауершперг се жени в Теплице (Теплитц), Бохемия, на 10 август 1851 г., за графиня Ернестина де Толна княгиня Фестетицс (* 27 май 1831; † 30 декември 1901), дъщеря на Ернйо Янос Вилмос (1800 – 1869) и фрайин Янка Котц фон Добрц (1809 – 1869). Бракът е бездетен.
Ауершпергият „майорат“ след смъртта му през 1890 г. отива на племенника му, Карл Мария Александер фон Ауершперг, синът на брат му Адолф фон Ауершперг.